# Euphorbia goetzei
Euphorbia goetzei är en törelväxtart som beskrevs av Ferdinand Albin Pax. Euphorbia goetzei ingår i släktet törlar, och familjen törelväxter. Inga underarter finns listade i Catalogue of Life.